# Marble Rock
Marble Rock è un comune degli Stati Uniti d'America, situato nello Stato dell'Iowa, nella contea di Floyd.